# Ujung Salang
Ujung Salang is een bestuurslaag in het regentschap Simeulue van de provincie Atjeh, Indonesië. Ujung Salang telt 476 inwoners (volkstelling 2010).